# Imre Szittya

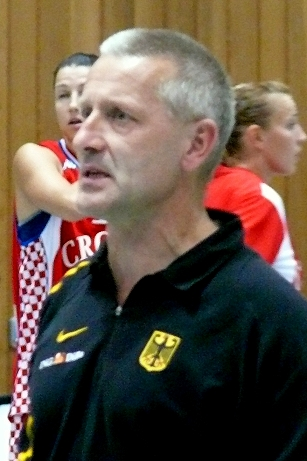
Imre Szittya

Imre Szittya (* 11. Februar 1956 in Budapest) ist ein ungarischer Basketballtrainer und war von 2007 bis 2010 Cheftrainer der deutschen Damen-Basketballnationalmannschaft.

## Studium und Beruf
Szittya machte 1973 Abitur und absolvierte von 1974 bis 1978 in Pécs (Ungarn) Lehramtsstudien in Sport und Erdkunde sowie an der Universität für Körperkultur in Budapest von 1981 bis 1983 ein Studium zum Diplomsportlehrer und bis zum Jahre 1987 zum Basketball-Diplomtrainer.

## Basketballkarriere
Nach Trainerstellen bei Jugendmannschaften übernahm Szittya von 1983 bis 1985 die Stelle des Co-Trainers für die ungarische Kadettinnen-Nationalmannschaft. Von 1985 bis 1986 war er als Co-Trainer beim ungarischen Herren-Erstligisten Tungsgram Budapest tätig. Seine erste Cheftrainerstelle hatte er von 1987 bis 1988 beim VSC Dombóvár in der zweiten ungarischen Herren-Liga. Von 1988 bis 1990 arbeitete Szittya als Sportlehrer am Janus-Pannonius-Gymnasium von Pécs. Gleichzeitig war er als Co-Trainer der ungarischen Damen-Nationalmannschaft tätig.
1990 zog Szittya nach Nördlingen und war bis 2002 als Cheftrainer beim TSV Nördlingen in der ersten und zweiten Damenbasketball-Bundesliga tätig. Von 2001 bis 2006 war er Verbandstrainer im Bayerischen Basketball-Verband.
Von 2003 bis 2006 war er Co-Trainer der deutschen Damen-Basketballnationalmannschaft unter Olaf Stolz und übernahm von diesem ab Jahresbeginn 2007 den Cheftrainerposten der deutschen Damen-Basketballnationalmannschaft.
Im November 2010 trat Imre Szittya aus persönlichen Gründen als Bundestrainer der A-Nationalmannschaft der deutschen Damen-Basketballnationalmannschaft zurück. 2015 hielt er mit der weiblichen U16-Nationalmannschaft bei der A-EM in Portugal mit einem neunten Platz die Klasse.
Szittya war 20 Jahre hauptamtlicher Landestrainer im Bayerischen Basketball-Verband (BBV), 2021 schied er aus dem Amt. Er war Sportlehrer am Theodor-Heuss-Gymnasium in Nördlingen, bevor er 2022 in den Ruhestand ging. Im Sommer 2023 war er als Assistenztrainer der deutschen U19-Auswahl der Frauen bei der Weltmeisterschaft dieser Altersklasse tätig.

## Persönliches
Szittya ist verheiratet und hat zwei Kinder. Seine Tochter Fanny Szittya war Erstligaspielerin in Nördlingen bei der BG Donau-Ries.